# Kristina Tkaczowa
Kristina Aleksandrowna Tkaczowa (ros. Кристина Александровна Ткачёва; ur. 19 marca 1999 r. w Ułan Ude) – rosyjska bokserka, brązowa medalistka mistrzostw świata, srebrna medalistka mistrzostw Europy. Występuje w kategorii powyżej 81 kg.

## Kariera
W czerwcu 2018 roku podczas mistrzostw Europy w Sofii zdobyła brązowy medal w kategorii powyżej 81 kg. Po zwycięstwie w półfinale z Lidią Fidurą przegrała w finale z Włoszką Flavią Severin 0:5. W listopadzie na mistrzostwach świata w Nowym Delhi zdobyła brązowy medal. W ćwierćfinale pokonała Uzbeczkę Guzal Ismatovą 3:2, a w półfinale przegrała z Turczynką Şennur Demir 0:5.